# Шейнкман, Дмитрий Виленович
Дмитрий Виленович Шейнкман — скрипач, артист, педагог, дирижер. Профессор кафедры струнных инструментов Ростовской Государственной Консерватории им. С. В. Рахманинова. Преподаватель в Музыкальной академии Иерусалима.

## Биография
Дмитрий Шейнкман родился в городе Умань Черкасской области. Его отец Вилен Давидович играет на 7 музыкальных инструментах, хотя у него нет специального музыкального образования. Знает 6 иностранных языков. Мама — Полина Абовна, обладает хорошим голосом и музыкальным слухом. Когда Дмитрию Шейнкману не было года, семья переехала в Улан-Удэ и прожила там семь лет.
Дмитрий Шейнкман начал заниматься музыкой в 8 лет, когда пошел в первый класс музыкальной школы в Таганроге. Семья переехала в этот город из-за новой работы отца мальчика. Сам Дмитрий хотел учиться играть на фортепиано, как и его сестра Людмила, но место было только в классе скрипки, куда он и поступил. С шестого класса был солистом в хоре, ему хорошо помогала его учительница Людмила Владимировна Йогансон. Преподавателем специальности был Вартан Иосипович Давидян.
После окончания школы поступил в Таганрогское музыкальное училище. Окончил его с красным дипломом. Служил в армии во внутренних войсках. После армии поступил в Ростовскую консерваторию, за месяц выучив вступительную программу. Ему помог подготовиться педагог из училища Михаил Кузнецов. В Ростовской консерватории Дмитрий Шейнкман был воспитанником Н. З. Волынской.
Параллельно учебе, работал — в музыкальной школе в Александровке, в Доме офицеров в Ростове-на-Дону. На третьем курсе стал работать в составе Струнного квартета Ростовской областной филармонии. Там играли его преподаватели — Лев Айзенберг, Лев Атлас, Юрий Юрасов. Когда квартету понадобился скрипач, после одного из академконцертов Александр Львович Вольпов предложил Дмитрию Шейнкману сотрудничество. Тот ответил согласием.
Дмитрий Шейнкман гастролировал по городам России и за рубежом. Сыграл более 1000 сольных концертов. Был участником струнного квартета Ростовской филармонии. 11 лет проработал с ансамблем «Камерата», с которым был на гастролях в Намибии, Германии, ЮАР и Свазиленде.
Дмитрий Шейнкман прекратил работу на кафедре струнных смычковых инструментов Ростовской государственной консерватории им. С. В. Рахманинова и переехал за границу, чтобы преподавать в Музыкальной академии Иерусалима.
Среди его учеников — стипендиат Фонда Ростроповича, дипломант III Международного конкурса скрипачей им. Л. Ауэра Владимир Филатов, музыкант Никита Борисоглебский и скрипач Саша Поспелов.
В 2012 году стал лауреатом международного конкурса.